# ニー・バット
ニー・バット（Knee Butt）は、プロレス技の一種である。ニー・パッド（Knee Pad）、ニー・アタック（Knee Attack）とも呼ばれる。

## 概要
膝を突き出すように片足を折り畳み、相手の顔面や胸板を片膝で蹴り飛ばす。
類似技として狭義の膝蹴り（ニー・キック）やニー・リフトなどがある。
狭義の膝蹴りは片足を横から振り回すようにして片膝で蹴るものであり、ニー・リフトは片膝を下から上に突き上げるようにしてぶつける点でニー・バットとの違いがある。その他に膝蹴りの派生技とされる類似のものが多い。

## 派生技

### ランニング・ニー・バット
助走して相手の顔面や胸板をニー・バットで蹴り飛ばす。
- 主な使用者
  - 長井満也 - 陸牙の名称で使用。
  - 鈴木健想 - 葉隠の名称で使用。旧名称はシャイニング・アタック。
  - 中邑真輔 - ボマイェの名称で使用。WWEではキンシャサと呼ばれている。
  - 丸藤正道 - 虎王の名称で使用。
  - 竹田誠志 - ロッキンポの名称で使用。
  - 吉田充宏 - みっちゃんヒザ小僧の名称で使用。
  - 宮原健斗 - ブラックアウトの名称で使用。
  - T-Hawk - ケルベロスの名称で使用。
  - 志田光 - スリーカウントの名称で使用。
  - ケニー・オメガ - Vトリガーの名称で使用。
  - 竹下幸之介 - ザーヒーの名称で使用。

### ジャンピング・ニー・バット
ジャンピング・ニー・アタック、ハイ・ニーとも呼ばれる。助走してジャンプしながら相手の顔面や胸板をニー・バットで蹴り飛ばす。
外国人レスラーではキラー・カール・クラップが第一人者であり、マスクド・スーパースター、スタン・ハンセン、ハルク・ホーガンも繋ぎ技として使用。トリプルHは若干体を横に流した独特の形を用いる。
日本人レスラーでは坂口征二とジャンボ鶴田が、この技の使い手として名を馳せた（実況においては、ワールドプロレスリングでは坂口がジャンピング・ニー・アタック、全日本プロレス中継では鶴田がジャンピング・ニー・バットと呼称された）。その後、鶴田から伝授された秋山準も使い始める。秋山は助走して片膝をついている相手の顎を目掛けてジャンピング・ニー・バットを放つ「低空式」も使用した。女子では西田夏や仲村由佳などが使用。仲村から伝授された里歩も得意技としている。アクトレスガールズ所属の有田ひめかは秋山準直伝の王道継承者。
なお、ジャンボ鶴田はこの技のバリエーションとして両膝ごと相手にぶつけるダブル・ジャンピング・ニー・バットやジャンピング・ニー・バットと同時に肘打ちを相手に決めるジャンピング・エルボー・ニー・バットを開発しているが、自爆した時のダメージの大きさや、見栄えが良くない等の理由で一時期使用したのみで封印している。
- 主な使用者
  - キラー・カール・クラップ
  - ボビー・ダンカン
  - マスクド・スーパースター
  - スタン・ハンセン
  - ハルク・ホーガン
  - ブルータス・ビーフケーキ
  - トリプルH
  - ビクター
  - ブロック・レスナー
  - ジンダー・マハル
  - ヒース・スレイター
  - イライアス
  - 坂口征二
  - グレート草津
  - ジャンボ鶴田
  - 秋山準
  - ジェイク・リー
  - 青柳優馬
  - 宇藤純久
  - 立野記代
  - キューティー鈴木
  - 市来貴代子
  - 西田夏
  - 仲村由佳
  - 里歩
  - 有田ひめか
  - 竹下幸之介

プロレス以外では、日本プロ野球において1989年9月23日、西武球場で行われた西武ライオンズ対ロッテオリオンズ戦で、ロッテの平沼定晴から受けた死球に激高した西武の清原和博が平沼に仕掛けて乱闘に発展した事例がある。この乱闘は、フジテレビの『プロ野球珍プレー好プレー大賞』で度々取り上げられた。

### ダイビング・ニー・バット
ダイビング・ニー・アタック、ダイビング・ニーとも呼ばれる。コーナー最上段もしくはセカンドロープからジャンプして相手の顔面にニー・バットで蹴り飛ばす。
ジャンボ鶴田の技は実況アナウンサーの若林健治が「鶴の一声」と称した。
- 主な使用者
  - アントニオ猪木
  - ジャンボ鶴田
  - 秋山準
  - 真壁刀義
  - キューティー鈴木
  - 井上貴子
  - 大向美智子
  - 日向あずみ

### 駆け上り式ニー・バット
コーナーにハンマースルーした相手を追いかけるように助走して相手が寄りかかったコーナーのトップロープを左手で掴み、左足を乗せたサードロープを踏み台にして跳び上がって右足で放った膝蹴りで相手の顔面をかち上げる。
- 主な使用者
  - 永田裕志
  - CMパンク

### 一角蹴り
コーナートップロープとセカンドロープの間に相手を横に寝かせた状態で対角のコーナーから自ら助走してから突進し、相手の腹に膝蹴りをあびせる。
- 主な使用者
  - 望月成晃

### Vトリガー
ケニー・オメガのオリジナル技。助走をつけて二段蹴りのモーションで軽く宙に舞上がり、振り上げた右膝で相手の顔面や顎に下から突き上げるような膝蹴りを叩き込む。
- 主な使用者
  - ケニー・オメガ
  - 丸藤正道 - 虎王の名称で使用。
  - 宮原健斗 - ブラックアウトの名称で使用。

### カジュアルティ・オブ・ウォー
ウォードローのオリジナル技。自らの左手で相手の喉元を掴んでコーナー・セカンドロープ上に乗せて、相手の喉元を掴んだその手を離すことで落下してきた相手の顔面に右膝を叩き込む。「高角度式・変形ニー・リフト」。技名は「戦争の犠牲者」の意味。

### ココナッツ・クラッシュ
日本名は「ヤシの実割り」。相手の頭を両手で抱え自分の片膝に押し当て、そのまま足を高く上げて反動を付けて振り下ろし、相手の頭部にダメージを与える。南洋の先住民がココナッツを割る仕草を取り入れた技で、アメリカ領サモア出身のピーター・メイビアが得意技とした。日本ではジャイアント馬場が使用し、馬場の好調時のバロメーターとされた。

## 類似技
ニー・リフト
前屈みになった相手の腹部に下から突き上げるような膝蹴りを叩き込む。
応用技として助走して仕掛けるランニング式がある。
シャイニング・ウィザード
武藤敬司のオリジナル技。助走して左膝をついた相手の右腿の上に自身の左足を乗せて相手の右腿を踏み台にしてジャンプしながら空中で右膝を折り曲げて相手の頭部に右足で膝蹴りを叩き込む。
ブサイクへの膝蹴り
ヒデオ・イタミのオリジナル技。助走して右足を振り上げながらジャンプして膝を突き出すように左足を折り畳み、相手の顔面に膝蹴りを叩き込む。